# 国家捕獲

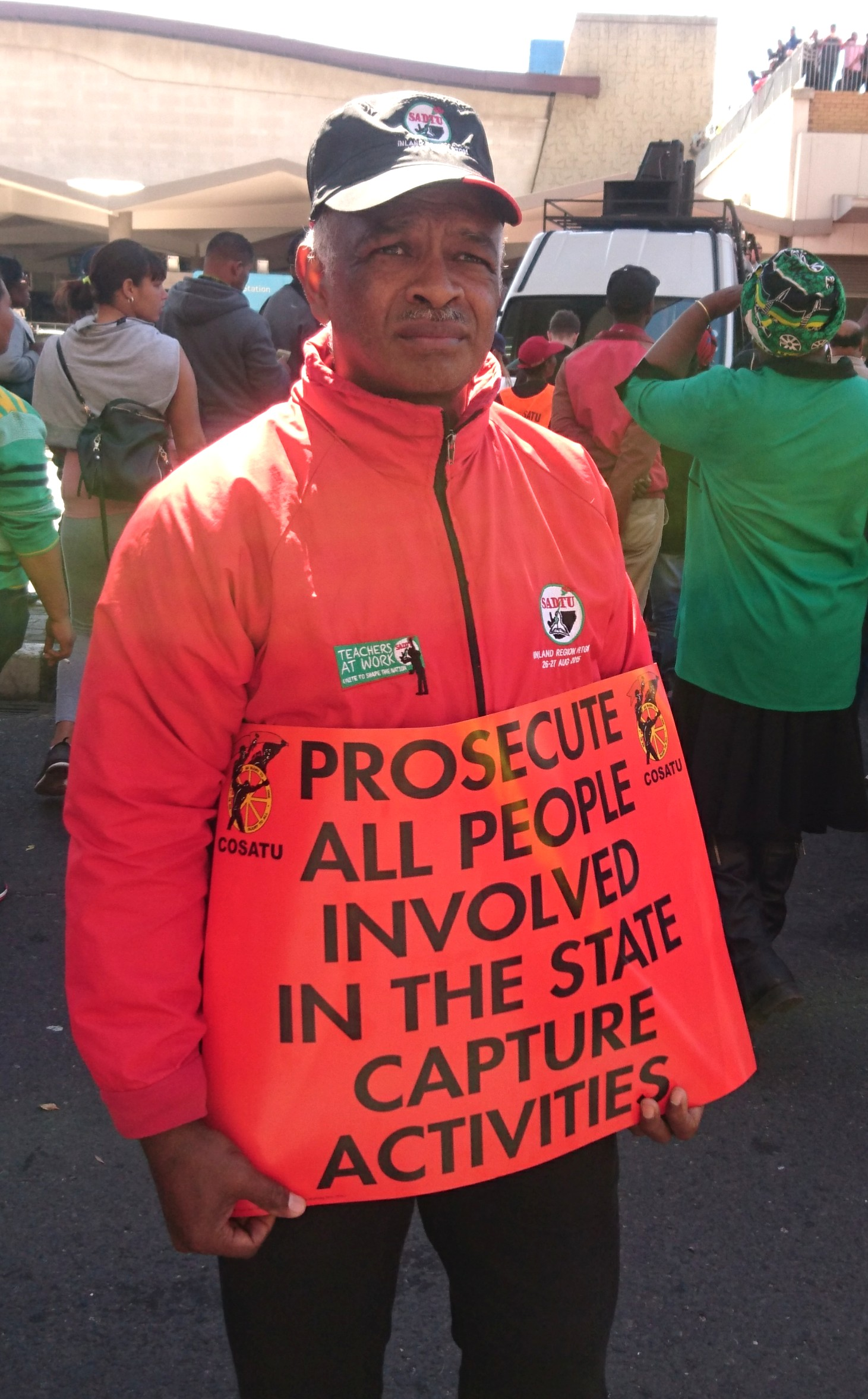
ケープタウンのCOSATU抗議者は「国家捕獲の活動に関与するすべての人々」の訴追を求める抗議プラカードを持っている。この講義者は、南アフリカ大統領のジェイコブ・ズマ政権における政府の腐敗と国家捕獲に反対している。

国家捕獲または国家捕囚（英語: state capture）は、特定の私的なグループまたは個人が、公益ではなく彼ら自身に有利になるように国家の意思決定プロセスに大きな影響を与える形態の体系的な政治的汚職の一種である。
この用語は2000年に世界銀行が初めて使用し、ソビエト連邦の共産主義から移行過程にある特定の中央アジアの国々で、小さな汚職グループが経済的地位を強化するために政府の職員の政府の適切な意思決定に影響力を行使していたことを表すために使われた。
国家捕獲の告発により、2013年から2014年および2020年から2021年にブルガリア政府に対する抗議運動が行われ、2017年には、ルーマニア政府に対する抗議運動が起こり、2016年から現在まで続く南アフリカ共和国での論争を引き起こした。トルコは、2002年以降の最近の国家捕獲の一例だと考えられている。

## 国家捕獲の定義
国家捕獲の元の定義は、政府の役人、国家が支援する企業、民間企業、民間の個人などが、自らに有利になるように国家の政策や法律に影響を及ぼすために、正式な手続き（法律や社会的規範など）や政府の官僚制度を操作することを意味する。
国家捕獲は、影響力のある関係者や自身の利益を保護・促進するために、法律の制定に影響を与えようとする。この点で、代わりに既存の法律の選択的な執行を求める他のほとんどの形態の汚職とは異なっている。
国家捕獲は、国家捕獲された国自体による決定によっては、必ずしも違法であるとは限らず、民間のロビー活動や何らかの影響力を通じて行われる場合もある。 影響力の行使は、立法府、行政機関、省庁、司法などの幅広い国家機関を通じて行われることもあれば、腐敗した選挙プロセスを介して行われることもある。国家捕獲は規制の虜（regulatory capture）と似ているが、規模や影響力が及ぶ範囲という点で異なる。規制の虜とは異なり、民間の影響が国家の影響を上回ることはない。
汚職と区別される要因は、汚職の場合は政策や規制の決定の結果が不確かであるのに対して、国家捕獲の場合は結果が明確で捕獲したものの利益となる可能性が非常に高い点にある。2017年に南アフリカの研究者のグループが「約束の裏切り報告書（Betrayal of the Promise Report）」というタイトルの南アフリカの国家捕獲に関するレポートで概念をさらに発展させた。この分析は、国家捕獲の政治的性格を強調し、南アフリカでは権力エリートが既存の憲法や法的枠組みでは達成不可能だと考えられている政治プロジェクトのサービスにおいて、憲法に違反し法律を破っていると論じている。
2023年の学術論文は、「国家捕獲の概念は、世界中のさまざまな文脈で、またかつて安全な民主主義と見なされていた国でさえ見られるようになってきている、大規模な腐敗のパターンに対する理解を構築するのに役立つ」と論じている。